# Lellingeria apiculata
Lellingeria apiculata är en stensöteväxtart som först beskrevs av Kze. och Kl., och fick sitt nu gällande namn av Alan Reid Smith och R. C. Moran. Lellingeria apiculata ingår i släktet Lellingeria och familjen Polypodiaceae. Inga underarter finns listade.